# Compiègne-i vagon

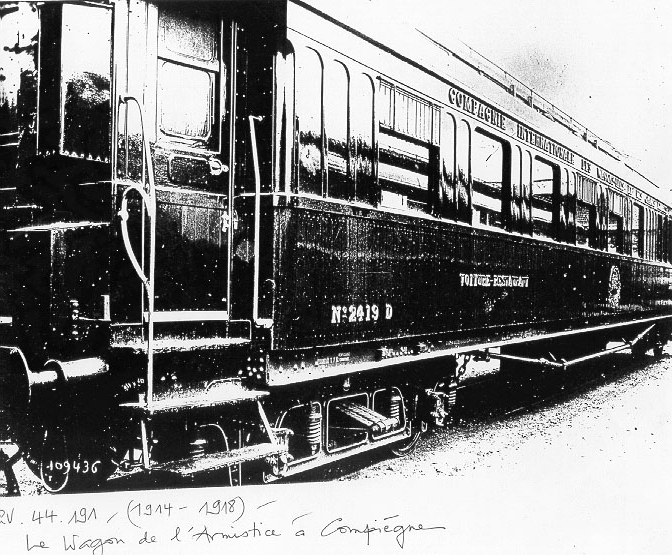
A compiègne-i vagon

A compiègne-i vagon egy eredetileg étkezőkocsinak épült vasúti jármű volt. Különleges jelentőségét az adta, hogy 1918-ban és 1940-ben e vasúti kocsiban írták alá a német és francia csapatok közötti fegyverszüneteket. Az eredeti vagon a második világháború alatt részben megsemmisült, később feljavítva műhelykocsiként használták.

## A kocsi története

### Az első világháború idején
A vasúti kocsit 1913-ban kezdték építeni a franciaországi Saint-Denis-ben a francia Compagnie Internationale des Wagons-Lits (Nemzetközi Hálókocsi Társaság) számára. A 2419 D számon épített kocsi egyike volt annak a 37 étkezőkocsinak, amelyet a társaság a franciaországi vonatai számára rendelt meg. Szerkezete a korszakban általánosnak elterjedt fém vázon fa felépítmény volt. A jármű a következő év nyarára készült el, forgalmi engedélyt 1914. június 4-én kapott. Az 1914 augusztusi forgalomba állást követően a párizsi Montparnasse és a Saint Lazare pályaudvarokra befutó vasútvonalakat szolgálták ki vele,  Saint-Brieuc, Le Mans, Deauville és Trouville irányában. 1918 nyarán a kocsi belső terét átépítették. A berendezést eltávolították, a korábbi étkezőkocsiban tárgyaló és irodahelyiséget hoztak létre. A jármű a francia hadsereg kezelésébe került, Weygand tábornok a kocsit a Párizstól északkeletre fekvő Senlis állomására rendelte, hogy ott Foch marsall rendelkezésére álljon. A marsall hivatala 1918. október 29-én költözött a vagonba.
A guruló iroda néhány nappal később a compiègne-i erdőbe érkezett, ahol ebben a kocsiban folytak le az első világháború nyugati frontjának harci cselekményeit lezáró fegyverszüneti tárgyalások. A Németország világháborús vereségét jelentő fegyverszüneti egyezményt 1918. november 11-én az erdő egy tisztásán, a vasúti kocsi belterében írták alá. A franciák által diktált fegyverszünet szigorú feltételeket szabott a németeknek: hadseregüket vissza kellett vonni a Rajna keleti partjára, hazájuk jelentős része pedig idegen hatalmak megszállása alá került. Foch 1919 közepéig használta a kocsit, ez idő alatt a jármű Franciaország és Németország megszállt térségeinek több városában is megfordult. A hadicélokra rekvirált vagont a hadsereg 1919 szeptemberében adta vissza az eredeti tulajdonosnak.

### A két háború között
A vasúttársaság újból étkezőkocsiként szerette volna forgalomba állítani a járművet. A kocsit már ki is rendelték az Évreux felé vezető vasútvonal kiszolgálására, amikor Georges Clemenceau francia miniszterelnök arra kérte a társaságot, hogy a történelmi jelentőségű vagont adja el az állam számára. Az adásvételi szerződést 1919. október 1-jén írták alá. A kocsi ezután egy rövid időre Millerand elnök használatába került, aki egyetlen alkalommal használta, 1920. december 8-án Verdunbe utazott vele. 1921. április 7-én a vagon a párizsi Invalidusok házának díszudvarára került, ahol 6 éven át féltett nemzeti ereklyeként tárolták.
Néhány év múlva Robert Fournier-Sarlovèze compiègne-i polgármester és Arthur-Henry Fleming kezdeményezte, hogy a fegyverszüneti egyezmény aláírásának helyet adó jármű kerüljön vissza a történelmi helyszínre, a compiègne-i erdő tisztására. Az erdőben hamarosan munkálatok kezdődtek, az egyezmény aláírásának helyszínét parkosították, a vagon számára pedig egy saját múzeumépületet emeltek. A kocsi a fegyverszünet kilencedik évfordulóján, Foch marsall jelenlétében foglalta el véglegesnek szánt helyét a compiègne-i erdőben.

### A második világháború idején
1940-ben Németország egy alig hat hétig tartó hadjáratban teljes vereséget mért Franciaországra. A franciákra dühös Hitler úgy döntött, hogy a fegyverletételt ugyanabban a vasúti kocsiban íratja alá a franciákkal, amelyben az 1918-as német fegyverszünetet is szignálták. A compiègne-i erdőben fölépített múzeum falát 1940. június 20-án a Todt-szervezet munkásai kibontották, a vagont pedig arra a helyre vontatták, ahol 1918 novemberében állt. Az első világháborús francia győzelem emlékművét horogkeresztes német hadilobogókkal takarták le, a vagonig vezető ösvényen pedig díszőrséget állítottak. Az egykori étkezőkocsiban 1940. június 22-én újabb történelmi jelentőségű fegyverszünetet írtak alá, de a szereposztás ezúttal fordított volt: Németország diktált, Franciaország pedig Hitler szándékainak megfelelően megaláztatott.
A vasúti kocsit a németek hadizsákmányként a Harmadik Birodalomba vitték és Berlinben, a dóm udvarán egy hétre kiállították. A kocsi 1944-ig maradt a német fővárosban, amikor az egyre fokozódó szövetséges légitámadások elől Türingiába menekítették. Ruhla, Gotha, majd Crawinkel állomásokon tárolták, míg 1945 márciusában máig tisztázatlan körülmények között a vagon leégett. (A helyiek körében több változat is kering a vagon pusztulásának okairól, amelyek között légitámadás, a közeli lágerből kiszabadultak, illetve a franciákon bosszút állni akaró SS is szerepel a kocsi leégésének okaként.) A franciák nem szállították haza a vagon roncsait. A compiègne-i erdőben egy ugyanabba a sorozatba tartozó vasúti kocsit állítottak ki.

### A világháborúk után
A kocsi fémből készült váza túlélte a tüzet. A világháború után krónikus vasúti járműhiánnyal küzdő NDK területén maradt kocsironcsot az 1940-es évek végén műhelykocsivá építették át. Az 1970-es években a műhelykocsit ismételten felújították és a gothai vasúti járműjavítóban 17-es műhelykocsi pályaszámmal helyezték üzembe. A munkások a kocsit kifinomult rugózása miatt a „kanapé” becenévvel illették, de származására és európai történelemben betöltött szerepére ekkor már csak a forgóvázakon olvasható betűk emlékeztettek. A vagont 1986-ban egy baleset után selejtezték és szétvágták.

## Képek

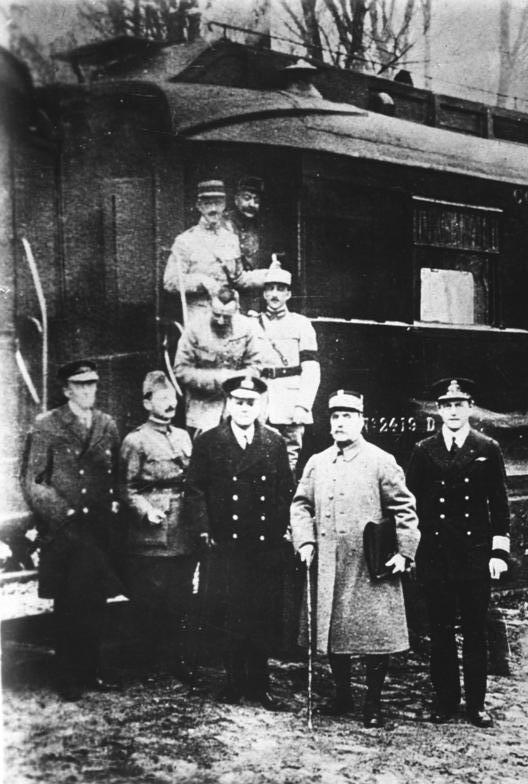
A győztes Franciaország küldöttsége a vagon lépcsőin 1918-ban...
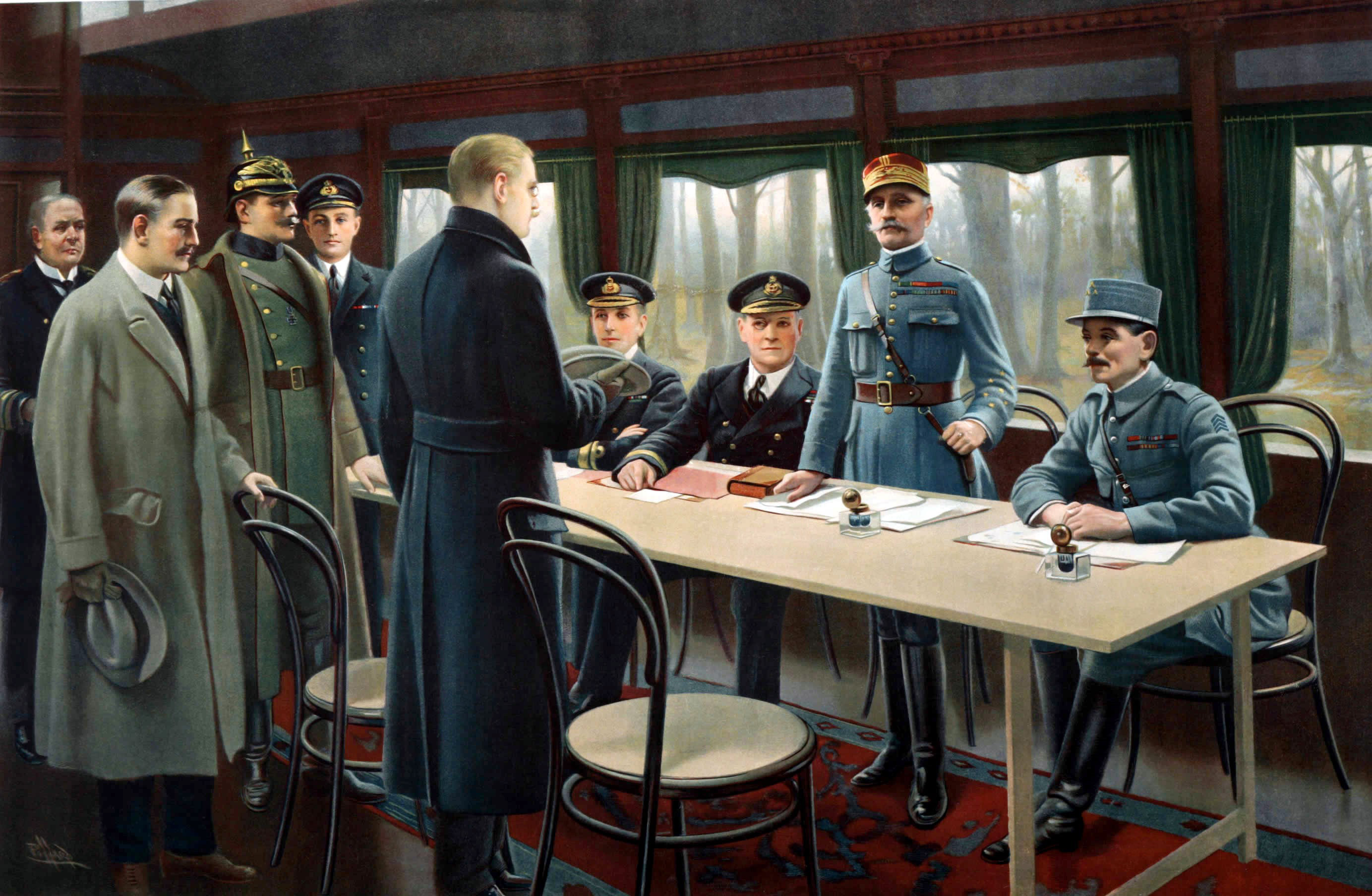
...majd a vesztes németekkel aláíratják a fegyverszünetet.
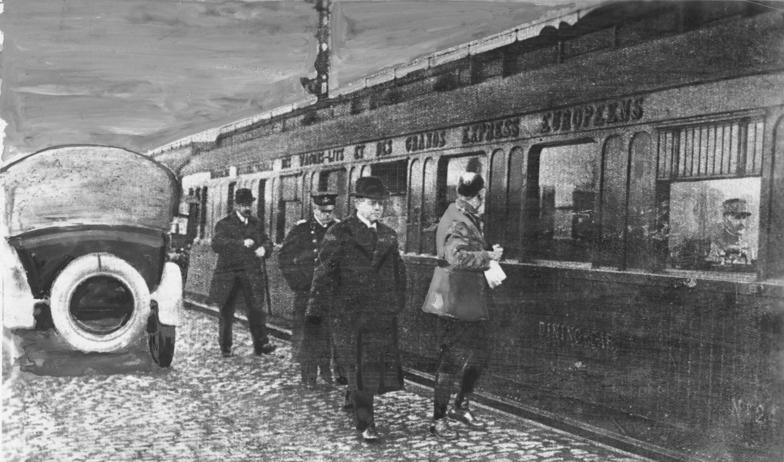
Foch marsall hivatali vagonjában Trierben
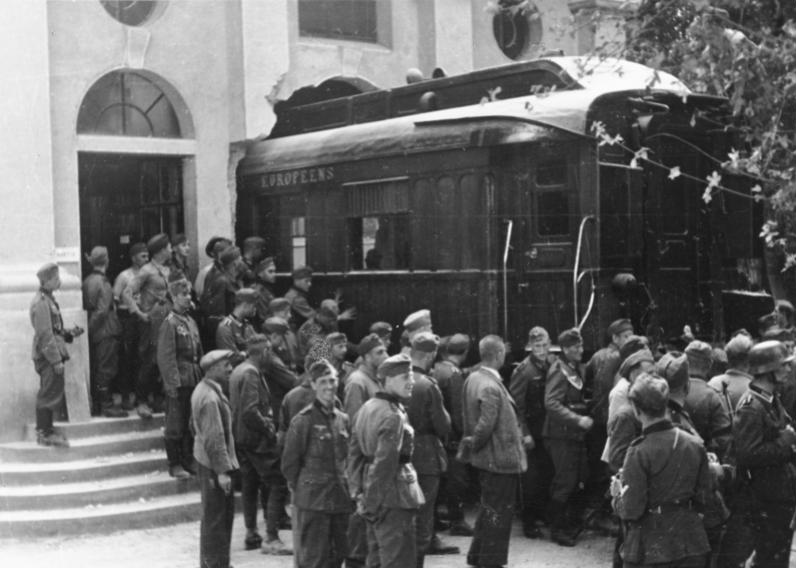
A németek kihúzzák a kocsit a múzeumból 1940-ben...
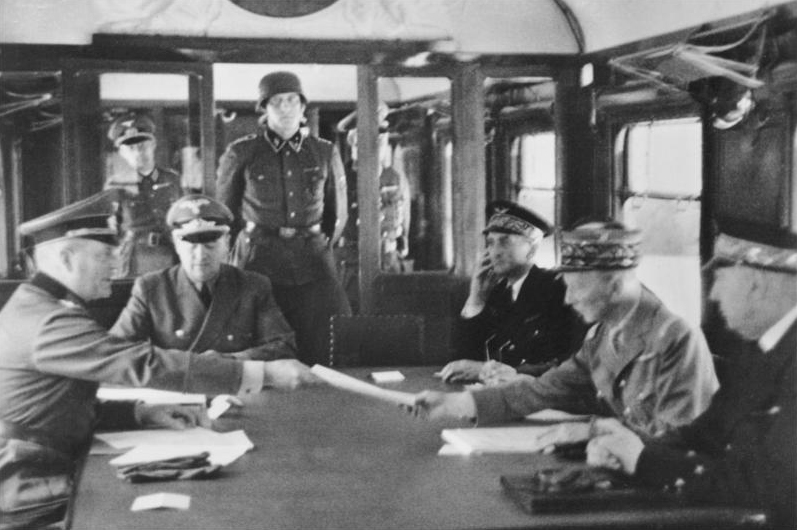
...majd a legyőzött franciáknak átadják a fegyverszüneti diktátumot.